# Филиал РГУ нефти и газа имени И. М. Губкина в Ашхабаде
Российский государственный университет нефти и газа имени И. М. Губкина в г. Ашхабаде (туркм. I.M. Gubkin adyndaky Russiýa Döwlet nebit we gaz uniwersitetiniň Aşgabat şäherindäki Şahamçasy.) — единственный на территории Туркменистана филиал российского вуза, существовавший до сентября 2012 года.

## История
Открытие филиала в 2008 году создало возможность жителям Туркменистана пройти обучение по востребованным у них на родине специальностям в одном из известных вузов России, не покидая пределов своей страны. В торжественном открытии принял участие президент Туркменистана Гурбангулы Бердымухамедов и первый заместитель председателя Правительства России Виктор Зубков.
1 сентября 2008 года к занятиям приступили 90 студентов по трём специальностям: «Бурение нефтяных и газовых скважин», «Разработка и эксплуатация нефтяных и газовых месторождений» и «Машины и оборудование нефтяных и газовых промыслов». Сразу же была создана программа повышения квалификации преподавателей из Туркменистана на кафедрах РГУ нефти и газа им. Губкина в Москве и составлен план лекций профессоров и преподавателей из головного университета в филиале.
В феврале 2009 года, после поездки в Ашхабад ректора РГУ нефти и газа им. И. М. Губкина Виктора Мартынова, российская сторона предложила туркменской расширить деятельность филиала и создать на базе филиала лабораторный и научный комплекс. После очередного заседания туркмено-российской межправительственной комиссии по экономическому сотрудничеству в ноябре 2010 года директор ашхабадского филиала Виктор Ясашин объявил о предстоящем увеличении количества студентов в четыре раза и открытии новых специальностей: «Геофизические методы поисков и разведки полезных ископаемых», «Проектирование, сооружение и эксплуатация газо-нефтепроводов и газохранилищ», «Морские нефтегазовые сооружения» и «Автоматизация технологических процессов и производств». Планировалось, что численность студентов дойдёт до 875—1050 человек.
Туркменская сторона не слишком заботилась о соблюдении достигнутых договоренностей. Началась волокита с выделением губкинскому филиалу дополнительных площадей и строительством нового здания, вскоре возникли сложности с общежитиями для студентов, а потом и перебои с финансированием работы филиала. В итоге министр образования Туркменистана Гульшат Маммедова направила в Министерство образования России письмо о прекращении деятельности филиала РГУ. Решение было принято в одностороннем порядке.
1 июля 2012 года был открыт Туркменский государственный институт нефти и газа, местные студенты и преподаватели филиала написали заявления о переводе в новый институт. Сотрудники из России вернулись на родину. На месте бывшего филиала разместился Туркменский государственный архитектурно-строительный институт.

## Специальности
В ашхабадском филиале готовили специалистов по трём специальностям.
- Разработка и эксплуатация нефтяных и газовых месторождений
- Бурение нефтяных и газовых скважин
- Машины и оборудование нефтяных и газовых промыслов